# Královský slib (román)
Královský slib (v anglickém originále The Constant Princess) je historický román anglické spisovatelky Philippy Gregory, vydaný v roce 2005. Román zobrazuje vysoce zbeletrizovanou verzi života Kateřiny Aragonské a jejího vzestupu k moci v Anglii.
Děj románu pokrývá období od Kateřinina domluveného sňatku s Arturem, princem z Walesu, až po její rivalitu s Annou Boleynovou o postavení anglické královny. Mezi další historické postavy zobrazené v románu patří Jindřich VII. Anglický, Jindřich VIII., Alžběta z Yorku, lady Markéta Beaufortová, Isabela I. Kastilská, Ferdinand II. Aragonský, Jana Kastilská, Jindřich, vévoda z Cornwallu, a Marie I. Anglická.

## Děj
Domluvené manželství Kateřiny Aragonské s anglickým korunním princem Arturem se tajně změní v láskyplný vztah, ve kterém si společně plánují vládnout Anglii. Nicméně Artur tři měsíce po svatbě podlehne nemoci zvané potivá horečka. Na smrtelné posteli přesvědčí Catalinu, aby popřela naplnění jejich manželství, aby mohla být stále považována za pannu a mohla se provdat za jeho mladšího bratra Harryho a pokračovat v jejich plánech. Arturův otec, král Jindřich VII., však Catalinu s Harrym zasnoubit odmítá, protože ji sám žádá o ruku. Po smrti královny Alžběty Catalina návrh přijme, ale později trvá na sňatku s Harrym, když si uvědomí, že povinnosti královny by vykonávala Jindřichova matka, lady Markéta Beaufortová, zatímco jejím úkolem by bylo pouze rodit Jindřichovy děti, které by však byly až za Harrym v následnictví. Catalina na Jindřicha tlačí, aby ji zasnoubil s Harrym, což nakonec dovolí.
O několik let později žije Catalina se svou družinou v chudobě, protože Jindřich odmítá financovat její potřeby, dokud její rodiče, královna Isabela a král Ferdinand, nezaplatí druhou polovinu jejího věna. Oni ale věří, že vdovu po Arturovi by měla podporovat anglická koruna. Po smrti Isabely Catalina uslyší zvěsti, že Jindřich její zasnoubení před lety zrušil a plánuje manželství mezi svými dětmi a dětmi Catalininy sestry Jany Kastilské. Catalinin otec nařídí španělskému vyslanci vrátit věno, které poslal, ale neprojeví žádný zájem o záchranu Cataliny. Catalininy vyhlídky se zlepší, když Jindřich zemře a Harry si ji navzdory varování svého otce vezme. Catalina znovu získá bohaté a vážené postavení a manipuluje Harrym, aby zbavil Markétu moci u dvora, aby mohla vykonávat roli královny. Spolu jsou korunováni jako král Jindřich a královna Kateřina.
Catalinino první těhotenství ji na měsíce izoluje, dokud se nesmíří s tím, že o plod přišla. Po návratu ke dvoru si postupně uvědomí, že zpráva o skandálu mezi dvěma dvořany byla ve skutečnosti zástěrkou pro to, že si Harry během jejího těhotenství našel novou milenku. Harryho milenka, prokázaná panna, přivede Harryho k otázkám o Catalinině panenství, protože se o jejich svatební noci chovala jinak, ale Catalina zalže a oni se usmíří. Jejich druhé dítě, Jindřich, je jmenován vévodou z Cornwallu, ale jeho smrt dva měsíce nato jejich manželství zatíží. Catalina začíná Harryho považovat za dětinského a náročného a manipuluje ho, aby ji jmenoval španělskou velvyslankyní a spojil se s jejím otcem při invazi do Francie. Během Harryho nepřítomnosti vyhlásí Skotové válku Anglii a Catalina úspěšně vede anglickou armádu k vítězství, když se Skotové pokusí napadnout Anglii. Harrymu pošle záhadný vzkaz, který naznačuje další těhotenství.
Léta plynou a Catalina si připouští, že její činy jsou stejně tak v jejím zájmu jako v Arturově. Ze všech Catalininých dětí přežila pouze princezna Marie, což činí osud Anglie nejistým. Harry měl mnoho milenek, které tiše tolerovala, protože ho nakonec všechny omrzely a žádná nepředstavovala hrozbu. Jeho poslední milenka, Anna Boleynová, je však nejambicióznější a snaží se zaujmout její místo královny. Catalina slibuje, že dodrží svůj slib Arturovi, a hrdě se rozhodne bojovat za své právo být královnou. Román končí tím, že Kateřina vstupuje na soudní přelíčení o svém manželství s Harrym.

## Přijetí
V recenzi na knihu časopis Publishers Weekly shrnul knihu takto: „Gregoryina schopnost vytvářet napětí čtenáře udrží i navzdory předem danému závěru historického románu.“ V recenzi od The Historical Novel Society se píše: „Fakta jsou dobře známá, ale způsob, jakým Gregory příběh vypráví, je obdivuhodný.“
V recenzi z roku 2005 publikované v Kirkus Reviews byla zmíněna historická fakta a poznámka, že „jak Gregory vyplňuje mezery, je čistá romantická fikce.“ Recenze shrnula: „Gregory dokáže široké historické události podat živě a intimně—a vše postavit na troše romantiky.“

## Adaptace
- Španělská princezna (2019–2020), britsko-americký televizní seriál, založený na románech Královský slib a The King's Curse.